# Championnats du monde de course en ligne de canoë-kayak de 1993
Navigation
Édition précédente Édition suivante
Les vingt-cinquièmes championnats du monde de course en ligne de canoë-kayak se sont déroulés à Copenhague (Danemark) en 1993.

## Podiums

### Hommes

#### Canoë
| Epreuve     | Or                                                                | Temps | Argent                                                                    | Temps | Bronze                                                                                | Temps |
| C-1 500 m   | Nikolay Bukhalov (BUL)                                            |       | György Kolonics (HUN)                                                     |       | Steve Giles (CAN)                                                                     |       |
| C-1 1000 m  | Ivan Klementiev (LAT)                                             |       | Victor Partnoi (ROU)                                                      |       | Matthias Röder (GER)                                                                  |       |
| C-1 10000 m | Zsolt Bohács (HUN)                                                |       | Pavel Bednar (CZE)                                                        |       | Andreas Dittmer (GER)                                                                 |       |
| C-2 500 m   | Hongrie György Kolonics Csaba Horváth                             |       | Danemark Christian Frederiksen Arne Nielsson                              |       | Allemagne Andreas Dittmer Gunar Kirchbach                                             |       |
| C-2 1000 m  | Danemark Christian Frederiksen Arne Nielsson                      |       | France Olivier Boivin Sylvain Hoyer                                       |       | Allemagne Ulrich Papke Ingo Spelley                                                   |       |
| C-2 10000 m | Danemark Christian Frederiksen Arne Nielsson                      |       | Royaume-Uni Andrew Train Stephen Train                                    |       | Ukraine Andrey Balabanov Viktor Dobrotvorskiy                                         |       |
| C-4 500 m   | Hongrie Ervin Hoffman Attilia Szabó Gáspár Boldiszár Ferenc Novák |       | Russie Andrey Kabanov Sergey Chemenov Pavel Konovalov Aleksandr Kostoglod |       | Tchéquie Petr Prochazka Roman Dittrich Waldemar Fibgir Tomas Krianek                  |       |
| C-4 1000 m  | Hongrie Imre Pulai György Kolonics Tibor Takács Csaba Horváth     |       | Russie Andrey Kabanov Sergey Chemenov Pavel Konovalov Aleksandr Kostoglod |       | Ukraine Viktor Dobrotvorskiy Sergey Osadtchiy Andrey Balabanov Aleksandr Klinitchenko |       |

#### Kayak
| Epreuve     | Or                                                                       | Temps | Argent                                                                  | Temps | Bronze                                                                    | Temps |
| K-1 500 m   | Mikko Kolehmainen (FIN)                                                  |       | Ren Crichlow (CAN)                                                      |       | Daniel Collins (AUS)                                                      |       |
| K-1 1000 m  | Knut Holmann (NOR)                                                       |       | Thor Nielsen (DEN)                                                      |       | Marin Popescu (ROU)                                                       |       |
| K-1 10000 m | Thor Nielsen (DEN)                                                       |       | Knut Holmann (NOR)                                                      |       | Attilia Szabó (SVK)                                                       |       |
| K-2 500 m   | Allemagne Kay Bluhm Torsten Gutsche                                      |       | Pologne Maciej Freimut Wojciech Kurpiewski                              |       | Espagne José Manuel Sánchez Juan José Roman                               |       |
| K-2 1000 m  | Allemagne Kay Bluhm Torsten Gutsche                                      |       | Italie Antonio Rossi Daniele Scarpa                                     |       | Suède Kalle Sundquist Hans Olsson                                         |       |
| K-2 10000 m | Hongrie Zsolt Borhi Attila Ábrahám                                       |       | Suède Kalle Sundquist Hans Olsson                                       |       | Norvège Torgeir Toppe Peter Ribe                                          |       |
| K-4 500 m   | Russie Viktor Denisov Anatoliy Tishchenko Aleksandr Ivannik Oleg Gorobiy |       | Allemagne Thomas Reineck Oliver Kegel André Wohllebe Mario von Appen    |       | Hongrie Zsolt Gyulay Vince Fehérvári Gábor Horváth Attila Ábrahám         |       |
| K-4 1000 m  | Allemagne Thomas Reineck Oliver Kegel André Wohllebe Mario von Appen     |       | Hongrie Zsolt Gyulay Zsolt Borhi Gábor Horváth Attila Ábrahám           |       | Russie Viktor Denisov Anatoliy Tischenko Aleksandr Ivannik Oleg Gorobiy   |       |
| K-4 10000 m | Allemagne Thomas Reineck Oliver Kegel André Wohllebe Mario von Appen     |       | Pologne Andrzej Gryczko Piotr Markiewicz Maciej Freimut Grzegorz Koltan |       | Russie Sergey Verlin Vladimir Bobreshov Georgiy Tsybulnikov Sergey Gaikov |       |

### Femmes

#### Kayak
| Epreuve    | Or                                                                  | Temps | Argent                                                              | Temps | Bronze                                                     | Temps |
| K-1 500 m  | Birgit Schmidt (GER)                                                |       | Anna Olsson (SWE)                                                   |       | Caroline Brunet (CAN)                                      |       |
| K-1 5000 m | Susanne Gunnarsson (SWE)                                            |       | Rita Köbán (HUN)                                                    |       | Birgit Schmidt (GER)                                       |       |
| K-2 500 m  | Suède Agneta Andersson Anna Olsson                                  |       | Hongrie Kinga Czigany Szilvia Mednyanszky                           |       | Allemagne Ramona Portwich Anett Schuck                     |       |
| K-2 5000 m | Allemagne Ramona Portwich Anett Schuck                              |       | Hongrie Eva Donusz Erika Mészáros                                   |       | Roumanie Carmen Simion Sanda Toma                          |       |
| K-4 500 m  | Allemagne Birgit Schmidt Ramona Portwich Anett Schuck Daniela Gleue |       | Suède Agneta Andersson Anna Olsson Maria Haglund Suzanne Rosenquist |       | Hongrie Kinga Czigany Eva Donusz Rita Köbán Erika Mészáros |       |

## Tableau des médailles
| Rang  | Nation      | Or | Argent | Bronze | Total |
| ----- | ----------- | -- | ------ | ------ | ----- |
| 1     | Allemagne   | 7  | 1      | 6      | 14    |
| 2     | Hongrie     | 5  | 5      | 2      | 12    |
| 3     | Danemark    | 3  | 2      | 0      | 5     |
| 4     | Suède       | 2  | 3      | 1      | 6     |
| 5     | Russie      | 1  | 2      | 2      | 5     |
| 6     | Norvège     | 1  | 1      | 1      | 3     |
| 7     | Bulgarie    | 1  | 0      | 0      | 1     |
| 8     | Finlande    | 1  | 0      | 0      | 1     |
| 9     | Lettonie    | 1  | 0      | 0      | 1     |
| 10    | Pologne     | 0  | 2      | 0      | 2     |
| 11    | Canada      | 0  | 1      | 2      | 3     |
| 12    | Roumanie    | 0  | 1      | 2      | 3     |
| 13    | Tchéquie    | 0  | 1      | 1      | 2     |
| 14    | France      | 0  | 1      | 0      | 1     |
| 15    | Italie      | 0  | 1      | 0      | 1     |
| 16    | Royaume-Uni | 0  | 1      | 0      | 1     |
| 17    | Ukraine     | 0  | 0      | 2      | 2     |
| 18    | Australie   | 0  | 0      | 1      | 1     |
| 19    | Slovaquie   | 0  | 0      | 1      | 1     |
| 20    | Espagne     | 0  | 0      | 1      | 1     |
| Total | Total       | 22 | 22     | 22     | 66    |